# Ткаченко, Михаил Игнатьевич
Михаил Игнатьевич Ткаченко (28 сентября 1902, п. Покровка, Оренбургская губерния, Российская империя — 20 сентября 1970) — советский хозяйственный, государственный и партийный деятель.

## Биография
Родился в 1902 году в селе Покровка. Член КПСС.
В 1923—1926 годах учился в Оренбургском институте народного образования.
С 1929 года — на хозяйственной, общественной и политической работе. В 1929—1958 гг. — на партийной и советской работе в Казахской ССР, директор Алма-Атинского гидротехникума, инструктор, заведующий Сектором, инструктор сельскохозяйственного отдела Казакского краевого комитета ВКП(б), инструктор сельскохозяйственного отдела ЦК КП(б) Казахстана, заведующий Советско-торговым отделом ЦК КП(б) Казахстана, 2-й секретарь Южно-Казахстанского областного комитета КП(б) Казахстана, 1-й секретарь Джамбульского областного комитета КП(б) Казахстана (1939—1945), председатель Президиума Казахского республиканского Союза потребительских обществ (г. Алма-Ата), представитель Совета по делам колхозов при СМ СССР по Талды-Курганской области, 1-й заместитель председателя Исполнительного комитета Карагандинского областного Совета, заведующий планово-финансово-торговым отделом Карагандинского областного комитета КП(б) — КП Казахстана, 1-й заместитель председателя Казахского республиканского Совета промысловой кооперации, заместитель председателя Казахского республиканского Совета промысловой кооперации.
Избирался депутатом Верховного Совета Казахской ССР.
Умер в 1970.

## Семья
Воспитал пятерых детей: Александра, Геннадия, Михаила, Ирину и Лидию, которую удочерил, взяв из детского дома. Обе дочери получили прекрасное музыкальное образование и стали музыкантами. Ирина — виолончелистка, которая работала в оркестре на Алма-Атинском радио. Лидия — была певицей и преподавателем вокала в музыкальном училище города Павлодара.

## Награды
Награждён орденом Трудового Красного Знамени (05.11.1940) «в связи с 20-летним юбилеем Казахской ССР, за достижения в развитии промышленности, сельского хозяйства, науки и искусства».